# Nahe (Rhein)
Nahe là tên một con sông ở Rheinland-Pfalz và Saarland, Đức, một phụ lưu bên trái chảy vào sông Rhein. Nó cũng là tên đặt cho vùng rượu vang Nahe nằm xung quanh nó.
Tên Nahe bắt nguồn từ chữ Latin Nava, mà được cho là dựa theo nguồn gốc Celtic có nghĩa con sông hoang dã. Sông Nahe tách rời phần phía bắc của Pfalz ra khỏi Hunsrück.
Nó bắt nguồn từ khu vực Nohfelden (Saarland), chảy qua Rheinland-Pfalz, và nhập vào sông Rhein ở Bingen. Chiều dài của nó là 125 kilômét (78 mi). Thị trấn nằm dọc theo sông Nahe bao gồm Idar-Oberstein, Kirn, Bad Kreuznach và Bingen.

## Thủy văn
Lưu vực sông có diện tích 4.067 km2 (1.570 sq mi). Do diện tích tương đối lớn so với chiều dài của dòng sông, lũ lụt có thể xảy ra dọc theo tuyến trung lưu và hạ lưu của nó chỉ trong vòng vài giờ, tuy nhiên cũng chảy đi rất nhanh.